# Экономика Чувашии
Чувашская Республика по уровню экономического развития среди субъектов РФ находится между «середняками» и аутсайдерами. Душевой ВРП, скорректированный на стоимость жизни в регионе, составляет 54 % от среднероссийского. В Приволжском округе хуже только показатели у Пензенской и Кировской областей и соседних слаборазвитых республик Волго-Вятского района (Мордовии и Марий Эл).
В экономике Чувашии доля сельской отрасли в структуре ВРП в два раза выше средней по РФ (9,4 и 4,9 % соответственно), 31 % ВРП дает промышленность (в среднем по РФ — 33,2 %).
Республиканская промышленность в основном расположена в Чебоксарской агломерации, которая даёт три четверти промышленной продукции. В Новочебоксарске находится центр электроэнергетики — Чебоксарская ГЭС, также завод «Химпром» — один из крупнейших в России в своей отрасли. В Канаше работают автоагрегатный и вагоноремонтный заводы, в Алатыре имеются заводы приборостроения, в Шумерле налажено производство автофургонов и спецавтомобилей. В посёлке Вурнары работает завод смесевых препаратов. На остальные 20 муниципалитетов приходится только 6 % промышленного производства.

## Структура экономики

### Агропромышленный комплекс
Сельское хозяйство, ранее игравшее важную роль, во второй половине 2000-х гг. продолжало деградировать — занятость в этой отрасли продолжала уменьшаться и за 2003—2008 гг. сократилась на четверть. На 2008 год в сельхозпредприятиях работало 14 % занятых в республике (на 2003 г. — 18,5 %).
По данным Минсельхоза РФ, Чувашия ныне находится в группе регионов с относительно благоприятной динамикой сельского хозяйства в 1990-х гг., спад в агросекторе по сравнению с промышленным производством был менее сильным. Посевные площади в республике сократились в меньшей степени, чем в других республиках Волго-Вятки (на 29 и на 37-40 % соответственно). Темпы сокращения поголовья скота в 1990-х — начале 2000-х гг. также были медленнее средних по РФ (в 1,7 и 2,2 раза, соответственно). Сельское хозяйство Чувашии традиционно славилось хмелеводством, в этой отрасли республика — почти монополист (80 % хмеля, производимого в России). Ведущую роль в агросекторе играют личные подсобные хозяйства населения, на них приходится 60-75 % производимого в республике мяса и молока (в среднем по РФ — около половины), около 70-80 % производства картофеля и овощей.
В 2020 году урожай зерновых и зернобобовых культур составил 954,8 тыс. тонн, на 30 % выше уровня 2019 года. Показатели валового сбора зерновых и зернобобовых культур близки к рекордному 1992 году.

### Машиностроение и металлообработка
- ОАО «АБС ЗЭиМ Автоматизация»
- ООО «Электропромкомплект»
- ООО «Промкомплект»
- ОАО «Комбинат автомобильных фургонов», г. Шумерля
- ОАО «Шумерлинский завод специализированных автомобилей»
- ОАО «Текстильмаш»
- ОАО «Канашский завод электропогрузчиков»
- ОАО «Чебоксарский завод промышленных тракторов»
- ОАО «Чебоксарский агрегатный завод» ЧЗСА
- ЗАО «Чебоксарское предприятие „Сеспель“»
- ОАО «Канашский автоагрегатный завод»
- АООТ «Козловский комбинат автофургонов»
- ООО «ВСК Волгостальконструкция»
- ООО "Промтрактор-Промлит"
- ООО "Промтрактор-Вагон",

### Электротехнические изделия
- Всероссийский научно-исследовательский, проектно-конструкторский и технологический институт релестроения с опытным производством — ОАО «ВНИИР»
- Чебоксарский приборостроительный завод —АО «НПК „Элара“ им. Ильенко Г. А.»
- «Чебоксарский электроаппаратный завод Электроприбор»
- АО «Чебоксарский завод кабельных изделий Чувашкабель»
- Кабельный завод, г. Мариинский Посад
- ЗАО «Чебоксарский электро механический завод»
- ЗАО «Чебоксарский электро аппаратный завод»
- ООО «Комплектэнерго»
- ООО «ЧЭТА» Чебоксарская электротехника и автоматика
- ООО Релематика
- ОАО ВНИИР-Прогресс
- ООО АББ СИЛОВЫЕ И АВТОМАТИЗИРОВАННЫЕ СИСТЕМЫ

### Химическая промышленность
- Чебоксарское ПО «Химпром»
- Вурнарский завод смесевых препаратов (Фирма «Август»)
- АО Перкарбонат

### Энергетика
- АО ЧУВАШСКАЯ ЭНЕРГОСБЫТОВАЯ КОМПАНИЯ
- ООО ГАЗПРОМ МЕЖРЕГИОНГАЗ ЧЕБОКСАРЫ
- ООО КОММУНАЛЬНЫЕ ТЕХНОЛОГИИ

### Лёгкая промышленность
- АО «Лента»
- ОАО «Новочебоксарская хлопкопрядильная фабрика „Пике“»
- ООО «Паха тере»
- ОАО «Волжская текстильная компания»
- ОАО «Шумерлинская кожгалантерейная Фабрика»
- ООО «Чулочно-трикотажная фабрика»

### Известные компании
- ЗАО Акконд
- ЗАО ЧЛВЗ
- ОАО Букет Чувашии
- ГК Хевел
- ГК «Савва»
- АО Чувашторгтехника (техника Abat)
- ООО «Аркто» (холодильная техника)
- ООО «Керамика» (бренд Santek)
- Завод строительной керамики «КЕТРА»
- ОАО «Чебоксарская керамика»
- ГК Экоклинкер (Ecoclinker)
- ЗАО «Булгар-Хмель»
- ООО «Элмаф»
- ЗАО «Завод игрового спортивного оборудования Romana»
- АО «ЧПО им. В. И. Чапаева»
- ОАО «Ядринмолоко»
- АО Волга Айс
- Чебоксарский лифтостроительный завод «Elbrus»
- Агрохолдинга «Юрма» (CHUVI)
- ОАО Чувашский бройлер
- ОАО «Тароупаковка»

### Крупнейшие банкротства
- FUJIKURA Automotive Europe (японская компания) производство электропроводки для Volkswagen и Škoda (2018)
- Закрытие завода Danone Чебоксары
- Чувашавтотранс - гос.перевозчик
- ОАО «Волга Строй Групп»
- «Старко» - крупная строительная компания
- «СУОР»  - крупная строительная компания
- «Чебоксарская типография №1»
- «Чувашский бройлер»
- ПАО «АЗНХ» - Алатырский завод низкотемпературных холодильников
- АКБ "ЧУВАШКРЕДИТПРОМБАНК"
- АКБанк «Мегаполис»

## Другие сектора экономики

### Энергетика
По состоянию на начало 2020 года, на территории Чувашии эксплуатировались три электростанции общей мощностью 2181 МВт, в том числе одна гидроэлектростанция — Чебоксарская ГЭС (1370 МВт) и две тепловые электростанции — Чебоксарская ТЭЦ-2 (460 МВт, 1329 Гкал/час) и Новочебоксарская ТЭЦ-3 (351 МВт, 769 Гкал/час). В 2019 году они произвели 4129,9 млн кВт·ч электроэнергии.

### Транспорт
Связь с другими регионами мира осуществляется железнодорожным, автомобильным, водным и воздушным транспортом.
- Аэропорт Чебоксары
- Автомобильная дорога М7 «Волга»
- Автомобильные дороги А151 «Цивильск—Сызрань» и республиканские дороги протяженностью 2342 км
- «Южное» направление Транссиба с однопутными тепловозными линиями от станции Канаш на Чебоксары и через станцию Алатырь на Красный Узел (станция) (Мордовия)
- Судоходство по Суре (не поддерживается) и Волге по всему протяжению в пределах республики, Чебоксарский речной порт
- Нефтепровод Альметьевск — Нижний Новгород-2,3 138000 тонн/сутки
- Нефтепродуктопровод Нижнекамский НПЗ — Альметьевск — Нижний Новгород-1 2500 тонн/сутки
- Сеть магистральных газопроводов Ямбург — Западная граница, Ямбург — Елец-1,2, Уренгой — Ужгород, Уренгой — Центр-1,2, Ямбург — Тула-1,2 и Нижняя Тура — Пермь — Нижний Новгород. Общая производительность составляет 810 млн м³/сек
- Дальнемагистральная ЛЭП «Костромская ГРЭС—Нижний Новгород—Казань—Заинская ГРЭС»

## Кредитные рейтинги
Рейтинговое агентство «Эксперт РА» в 2014 году присвоило Чувашской Республике рейтинговую оценку A+, в 2015 рейтинг был заменён на A+ (III), подтверждён на этом уровне в 2016 и в том же году отозван. В 2017 году присвоен кредитный рейтинг ruA-, который подтверждается дважды в году (2017-2025).